# Lago Castaic
El lago Castaic (en chumash: Kaštiq; en inglés: Lake Castaic) es un embalse formado por la presa Castaic en la cañada Castaic, en la sierra Pelona del noroeste del condado de Los Ángeles, California, Estados Unidos, cerca de la ciudad de Castaic.
La Oficina de Evaluación de Peligros para la Salud Ambiental de California ha emitido un aviso de seguridad para cualquier pescado capturado en el lago Castaic y laguna Castaic debido a los niveles elevados de mercurio y BPCs.

## Descripción
El lago de 320 000 acre.ft (394 714 188 m³), con una elevación superficial de aproximadamente 1500 pies (457,2 m) sobre el nivel del mar, es el término del acueducto California, aunque parte del agua proviene del acueducto de 154 millas cuadradas (398,9 km²) de la cuenca de la cañáda Castaic arriba de la presa. El lago Castaic está dividido en dos por la presa Elderberry Forebay, que crea la adyacente Elderberry Forebay. El agua del acueducto proviene del lago Pyramid a través del túnel de Ángeles y se usa para alimentar la planta de energía Castaic, una instalación hidroeléctrica de almacenamiento por bombeo en el extremo norte de la cámara de carga. El agua alimenta principalmente las turbinas, en lugar de ser bombeada por ellas.

### Distribución
El agua del lago se distribuye por toda la parte norte del área metropolitana de Los Ángeles. Se libera algo de agua en la laguna Castaic debajo de la presa, para mantener su nivel de agua para la recreación. La laguna Castic desemboca en la cañada Castaic, que fluye hacia el sur hasta que se encuentra con el río Santa Clara, a unas pocas millas al oeste de Santa Clarita.

## Área recreativa estatal del lago Castaic

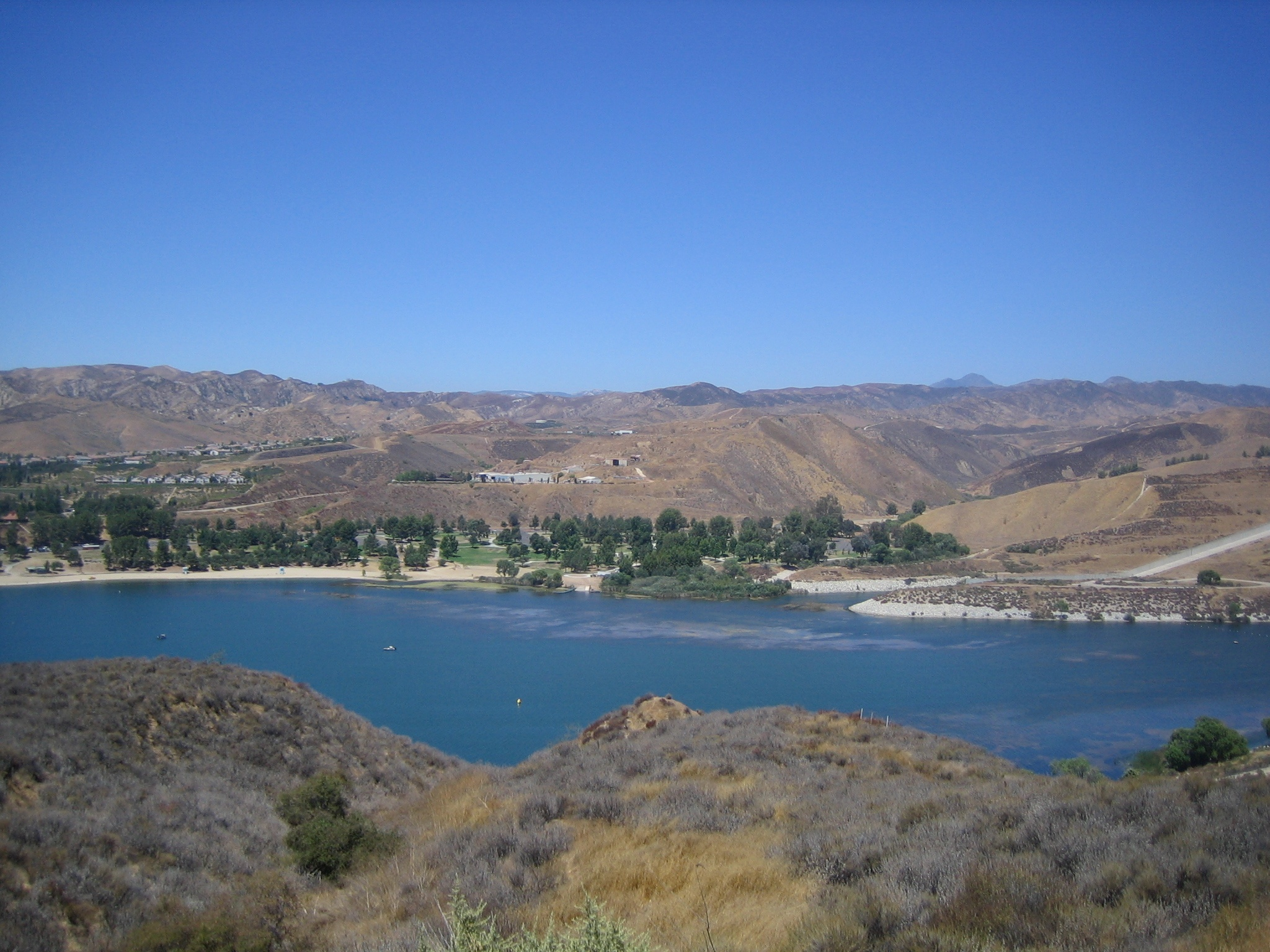
Lago Castaic

El área recreativa estatal del lago Castaic es un parque estatal ubicado en el noroeste del condado de Los Ángeles, cerca de la comunidad de Castaic, al norte de Santa Clarita. Está controlado por el Departamento de Parques y Recreación de California. El área recreativa se encuentra junto al Bosque nacional de Ángeles. El parque de 4224 acres (1709,4 ha) se estableció en 1965. El área abarca el lago Castaic. El acceso principal es a través de la Interestatal 5 en las salidas 176A y 176B en la ciudad de Castaic.

### Actividades
El lago Castaic tiene una laguna inferior, la laguna Castaic (en inglés: Castaic Lagoon). La laguna tiene playas designadas para natación que están abiertas desde el fin de semana del Día de los Caídos hasta el fin de semana del Día del Trabajo anualmente, la natación está prohibida en el lago principal y en otras partes de la laguna. Ambos lagos ofrecen pesca de lobina y trucha durante todo el año y pesca con flotadores en el lago inferior; Castaic Landings en el lago principal ofrece alquiler de barcos e implementos de pesca. El área recreativa ofrece más de siete millas de senderos abiertos para caminatas de varios niveles así como bicicletas y caballos; las caminatas ofrecen vistas del lago y es el lugar de varios eventos como carreras de bicicletas y paseos de observación de aves conducidos por naturalistas. El área alrededor de la laguna ofrece terrenos de acampada con 60 áreas de acampar.

## En la cultura popular
El lago Castaic fue uno de los principales lugares de rodaje de la série Mighty Morphin Power Rangers. Muchas de las escenas de acción se grabaron aquí.
El lago Castaic fue el punto de partida de The Amazing Race 26 el 12 de noviembre de 2014. Fear Factor de NBC también se rodó allí.
El lago también sirvió como el lugar principal de rodaje del vídeo musical del exitoso sencillo de 2024 de Sabrina Carpenter, "Espresso", filmado en la primavera del mismo año.